# Holier Than Thou
Holier Than Thou is een lied van Metallica dat verscheen op het album Metallica uit 1991.
Het lied werd geschreven door James Hetfield, Lars Ulrich en Kirk Hammett. Het nummer begint met hevig gestrumde powerchords (E5). Na de geaccentueerde eerste tel volgen met de handpalm gedempte figuren bestaande uit een achtste noot en twee zestienden. Op 0:07 speelt de tweede gitaar enkele power chords, waarop een zwaar effect staat. Op 0:34 stoppen de gestrumde powerchords en komt een hevige riff binnen, gebaseerd op een bluestoonladder. Op 0:48 begint de zang. Vanaf 2:25 wordt een melodische figuur gespeeld, ook gebaseerd op een bluestoonladder. Dit als aanloop voor de solo die begint op 2:45 en duurt tot 3:13, waarna de basgitaar even alleen speelt. In 3:18 vallen de gitaren weer in en wordt het refrein nogmaals gespeeld.